# Schloss Thannhausen (Steiermark)

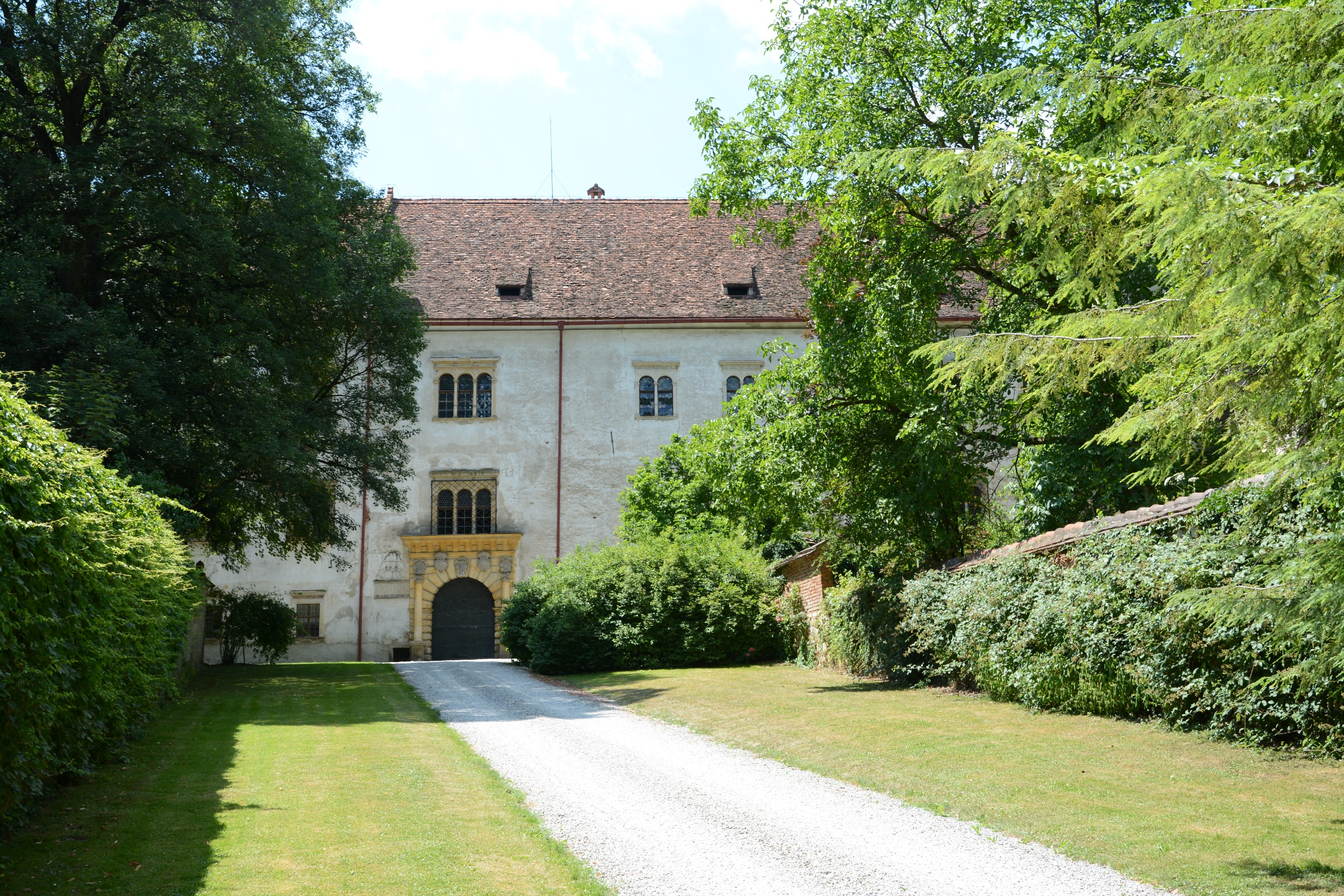
Schloss Thannhausen

Das Schloss Thannhausen steht in der Gemeinde Thannhausen in der Steiermark.

## Geschichte
1177 ist erstmals Burg Trennstein (Treunstein) genannt. Die Linie derer von Kindberg zu Treunstein (Rudolf und Konrad) erlosch 1190.
1240 erscheinen wieder Treunsteiner (Ortolf, Wulfing). Dieser Wulfing war mit Diemut, der Tochter Ulrich von Liechtenstein, dem Minnesänger, verheiratet. Der Ansitz ging später 1345/1350 an die Stubenberger und wurde von Gutenberg aus verwaltet.
Das Schloss liegt in einer Talsenke und wurde an Stelle eines ehemaligen römischen Landhauses, einer villa rustica, von Johann von Teuffenbach errichtet. Eine Bauinschrift mit der Datierung 1585 befindet sich neben dem Portal, wonach das Gebäude unter Conrad Freiherrn von Thannhausen und seiner Gemahlin Dorothea von Teuffenbach fertiggestellt wurde.
1617 verkauften die Stubenberger die Burg an Balthasar von Thannhausen, die danach verfiel.
Nach dem Aussterben der Thannhausen im Jahr 1686 kam das Schloss an die Familien Khevenhüller und Wurmbrand-Stuppach. Letztere trug mit zahlreichen Umbauten um 1720 dazu bei, dass Teile der einstigen Renaissanceburg einen barocken Charakter bekamen. Seit 1806 ist das Schloss im Besitz der Reichsfreiherrn von Gudenus.

## Anlage

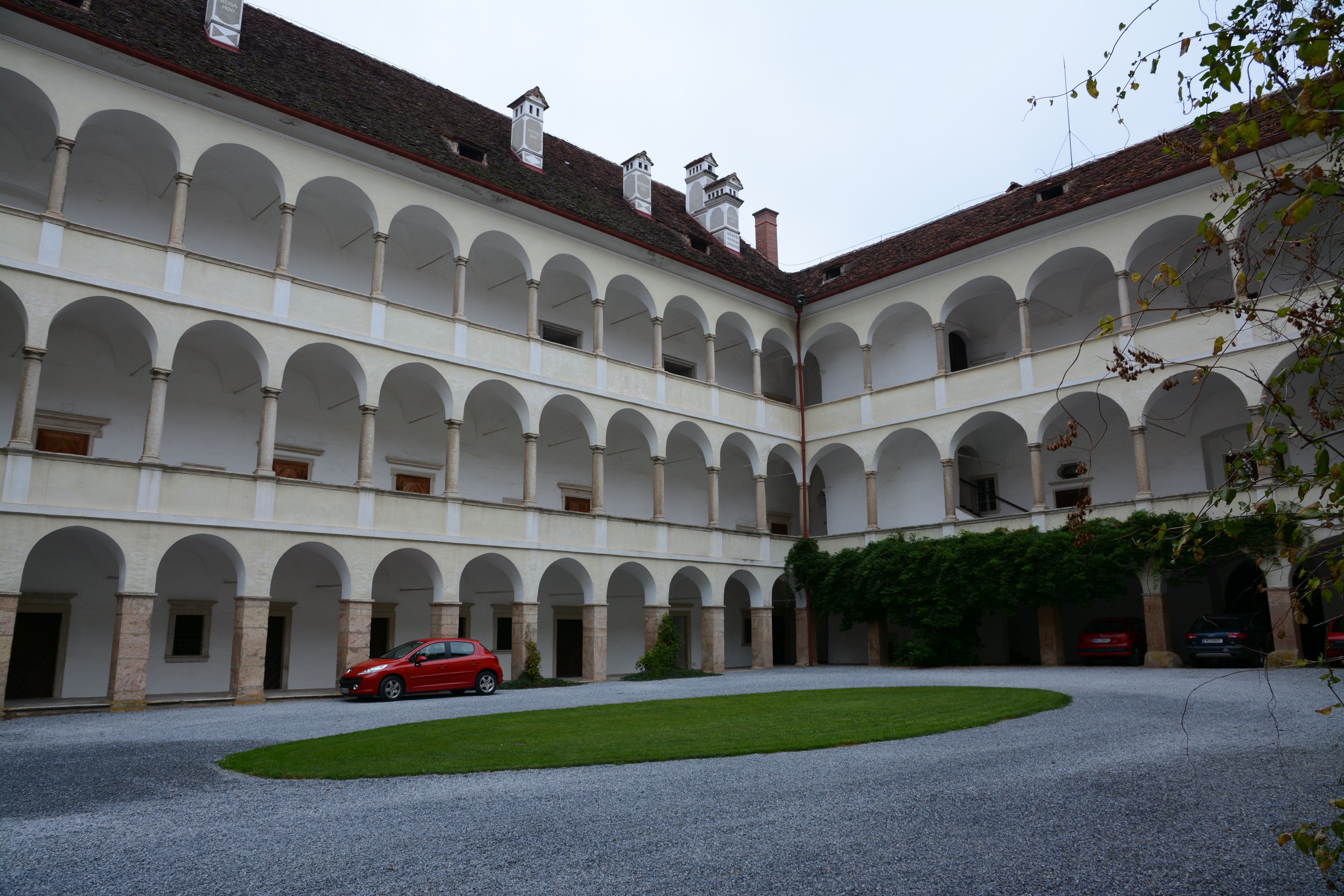
Arkadenhof

Das Renaissanceschloss ist ein großer, dreigeschoßiger Vierflügelbau, der einen geräumigen Innenhof umschließt. Die Gebäudeecken sind durch rautenförmige Türme verstärkt, die nur wenig aus der Mauerflucht vortreten. Der große Innenhof wird an drei Seiten von hohen Trakten umschlossen, während ihn nach Norden eine hohe Mauer, zum Teil noch mit Wehranlagen der alten Feste, abschließt. Sie ist in allen drei Geschoßen mit Pfeiler- bzw. Säulenarkaden versehen, die sich auch an der Westseite fortsetzen.
Der Burgstall der Altburg sind nurmehr Reste des Kellergebäudes.